# Zuiderkerk (Enkhuizen)
De Zuider- of Sint-Pancraskerk is een tweebeukige, laatgotische hallenkerk in de Nederlandse plaats Enkhuizen. De Protestantse PKN-gemeente van Enkhuizen heeft de kerk in gebruik voor de eredienst.

## De bouw
De bouw van de kerk, gewijd aan de martelaar Pancratius, moet rond 1423 zijn begonnen, nadat in 1422 de inwoners van Enkhuizen verlof kregen van hertog Jan van Beieren om de buitendijks gelegen kerk van het in 1421 overspoelde Oostdorp af te breken en een nieuwe kerk te bouwen binnen de dijk. De kerk was in 1458 grotendeels voltooid; ook het onderste deel van de toren was toen gereed. Het bovenste deel van de toren, die ±75 meter hoog is, kwam gereed in 1524. De toren is eigendom van de burgerlijke gemeente Enkhuizen en werd in 1992 gerestaureerd.

## Schilderingen

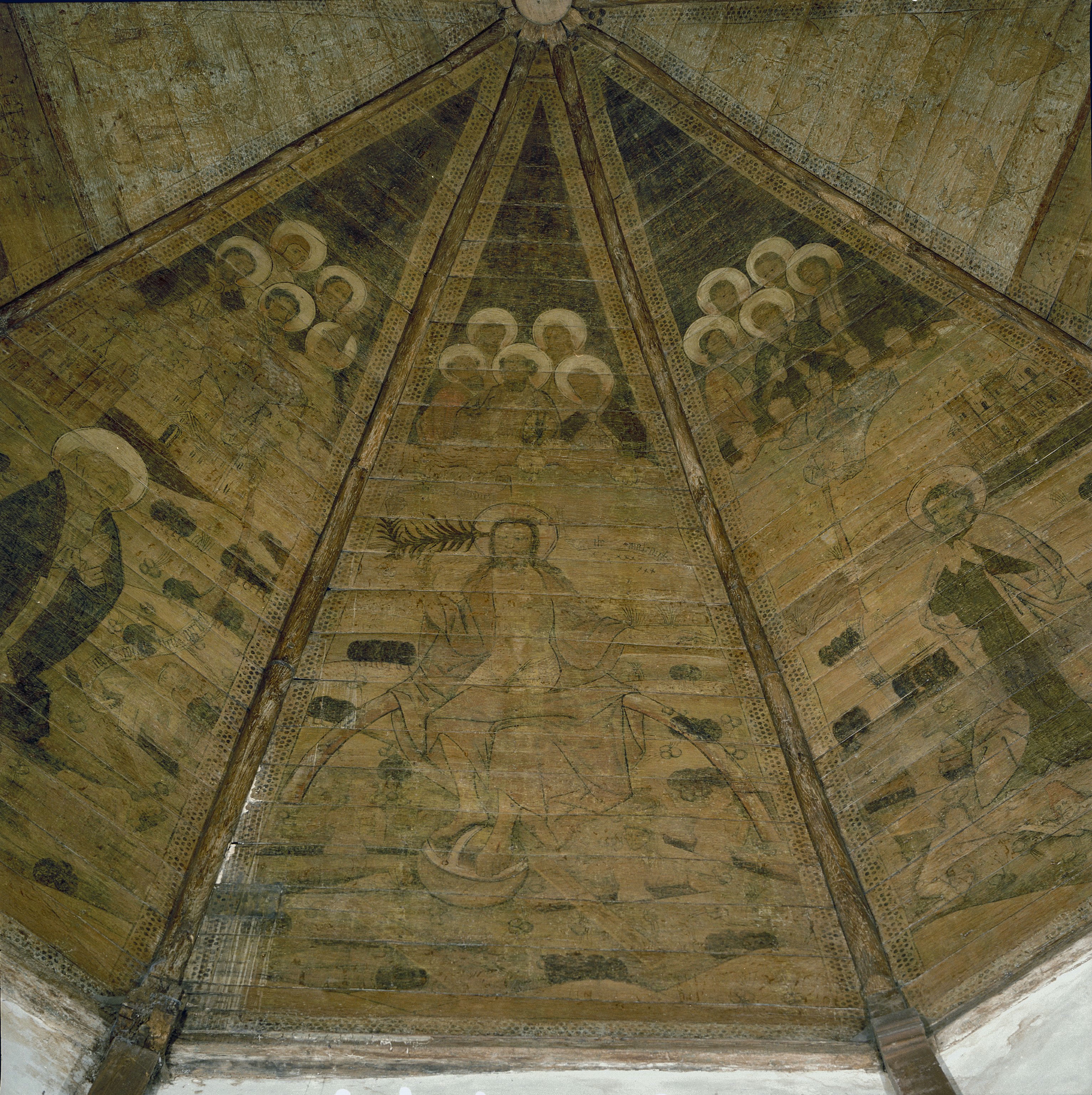
Schildering in de oostelijke sluiting van de zuidbeuk

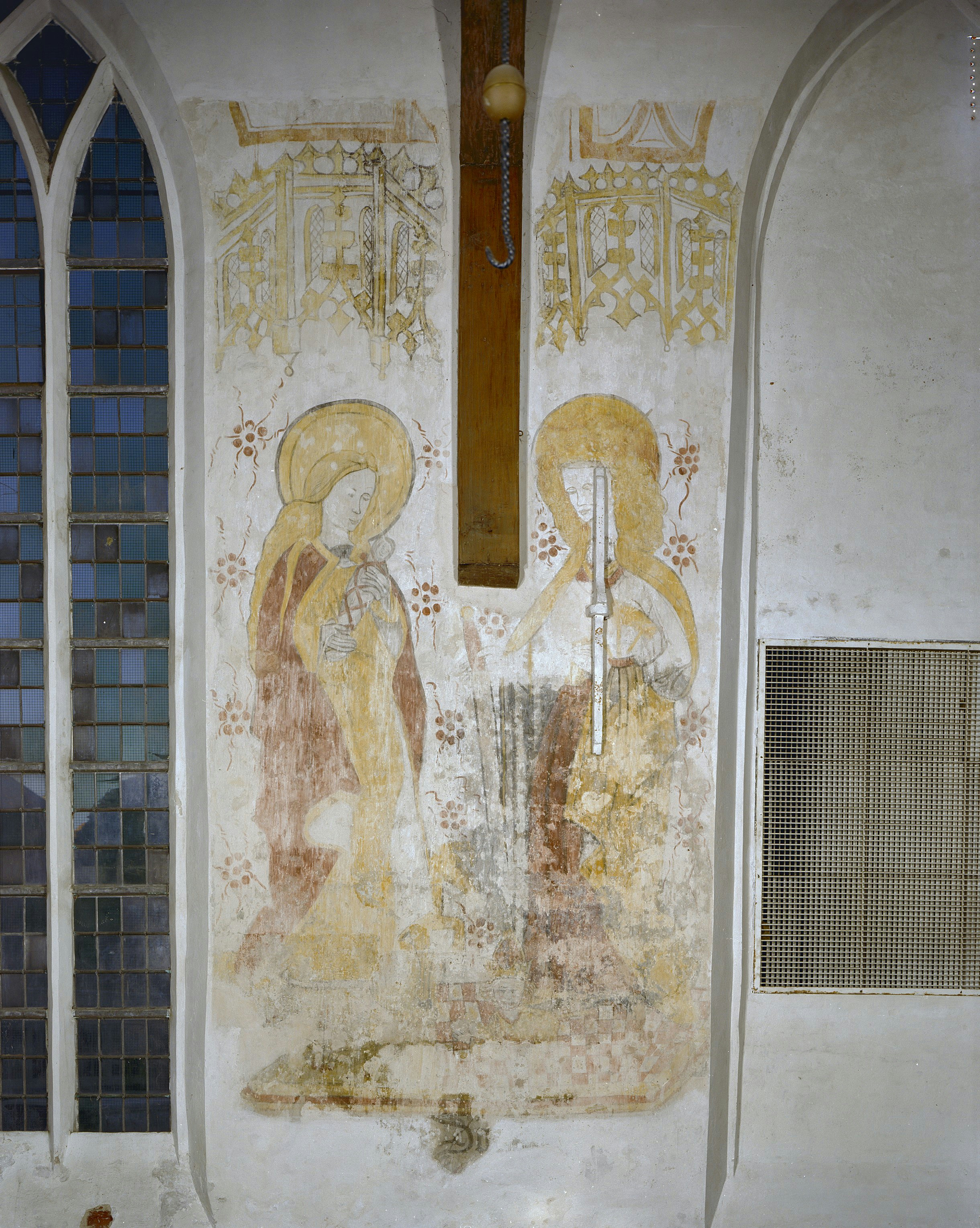
Muurschildering

In 1484 zijn plafondschilderingen aangebracht van Bijbelse taferelen, die echter in 1609 overschilderd zijn: na de Reformatie was de kerk in handen van de protestanten gekomen. Pas in de twintigste eeuw heeft men deze schilderingen, en enkele muurschilderingen, weer kunnen blootleggen. De kerk, die een rijksmonument is, is voor het laatst gerestaureerd tussen 2001 en 2004, onder andere vanwege de bonte knaagkever.

## Herinrichting 2013/14
In 2013/14 werd een deel van de kerk, namelijk de noordwaarts uitgebouwde Heilige Kruiskapel, afgeschermd door een glazen wand. Hierachter werd een nieuw bouwvolume ingebracht met op de begane grond ruimte voor een foyer, crèche en keuken en op de verdieping twee vergaderzalen. Boven op deze nieuwe inbouw krijgt de cantorij een eigen ruimte. Deze werkzaamheden zijn zo uitgevoerd dat het weer terug is te herstellen zoals het voor de herinrichting was; voorbeeld daarvan zijn bijvoorbeeld de bakstenen van een vroeger dichtgemetselde doorgang. Deze werden onder de vloer begraven zodat deze later weer dicht is te metselen met de originele bakstenen. Het doophek rond de preekstoel werd verkleind en iets naar achteren geplaatst. Men kan daardoor nu aan de voorzijde de dooptuin betreden naar de kansel. De herinrichting, naar ontwerp van Van Hoogevest Architecten, werd begin februari 2014 in gebruik genomen. De herinrichting is genomineerd voor de Arie Keppler Prijs 2014.

## Het orgel

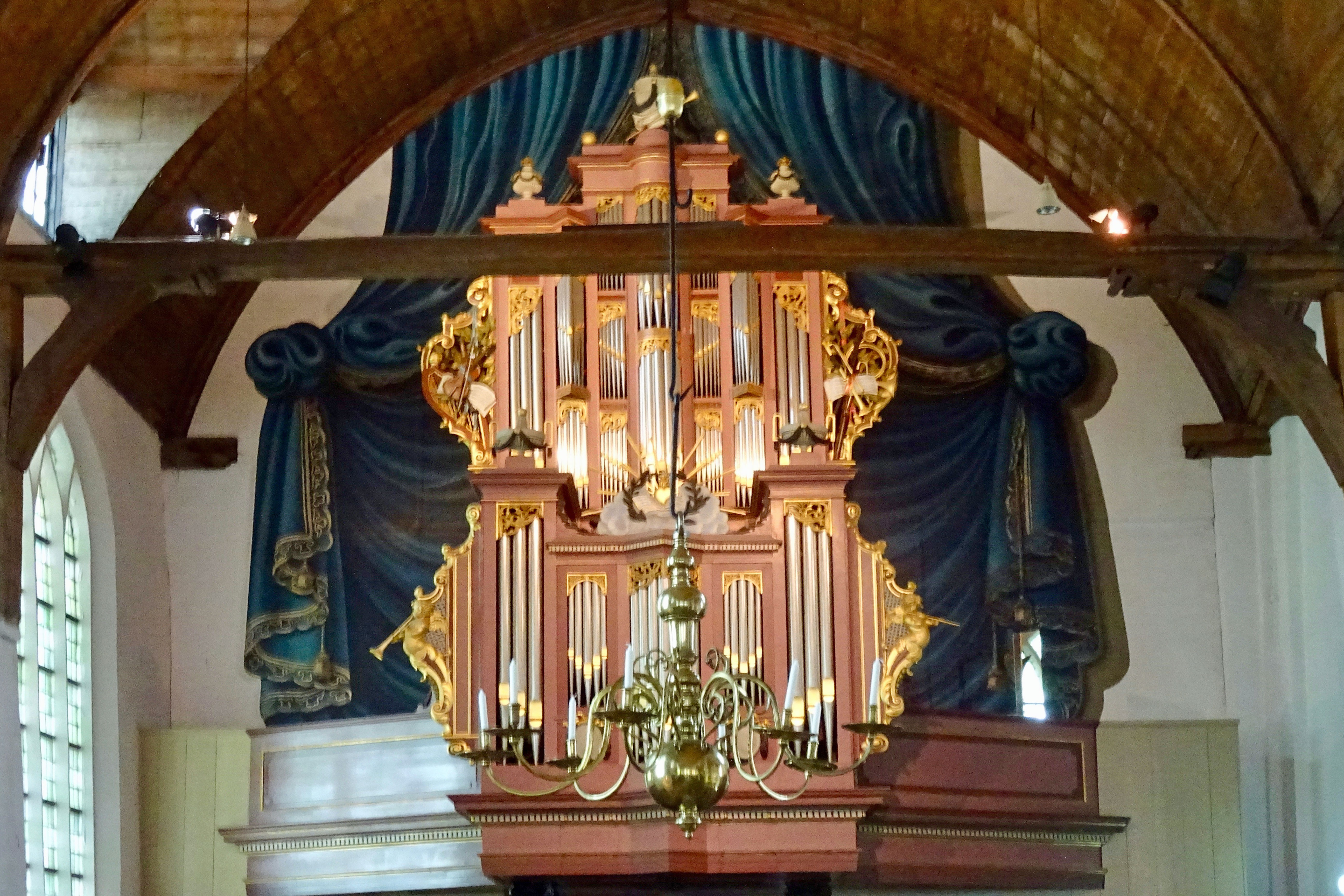
Orgel Zuiderkerk Enkhuizen

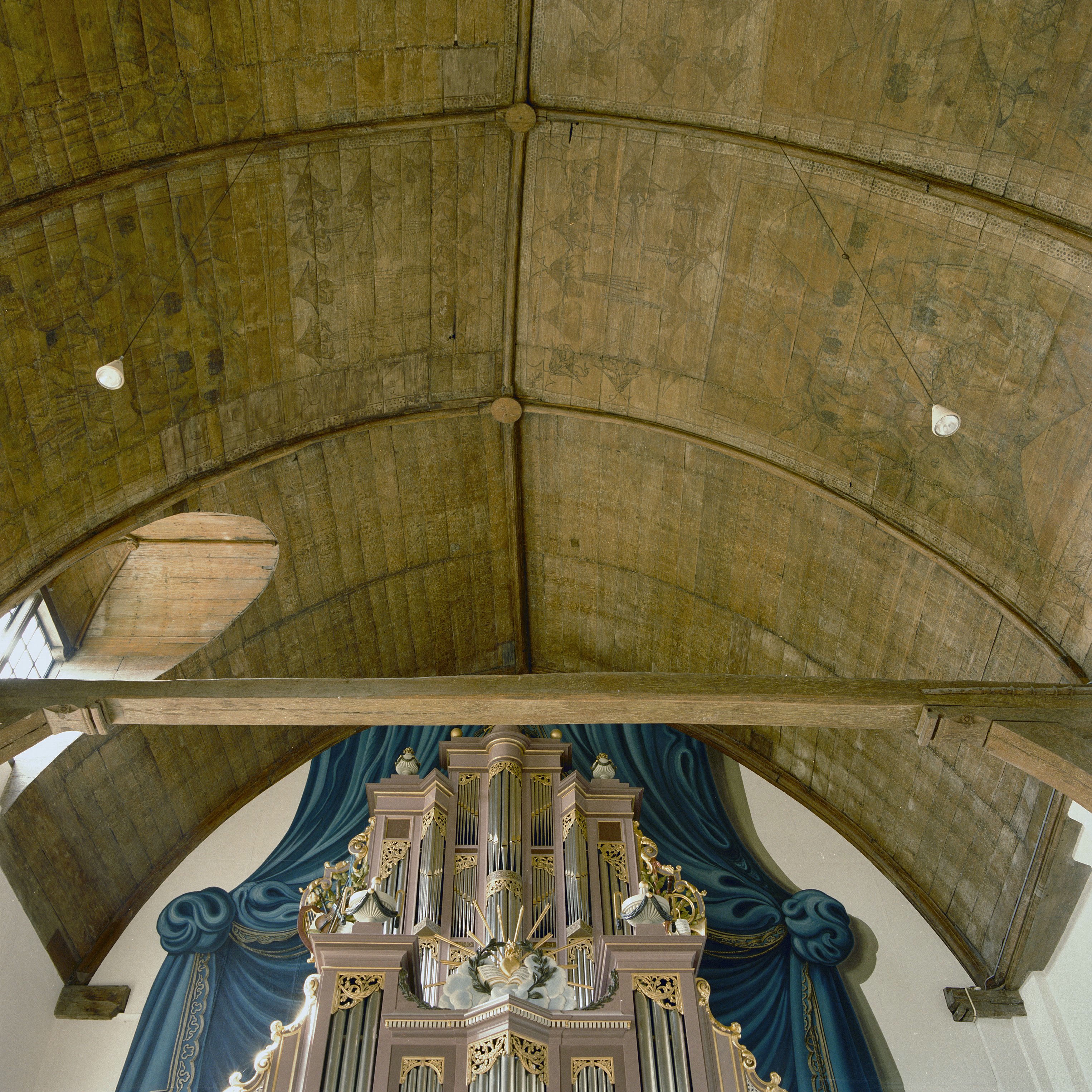
Interieur

Het orgel in de Zuiderkerk te Enkhuizen is het best te omschrijven als een Hybride Orgel.
Er zijn niet veel orgels die qua bouwgeschiedenis en stijl zo divers zijn als dit orgel.
Volgens de 19e-eeuwse verzamelaar van orgel disposities, Broekhuyzen bestond het al in de laatste jaren van de 15e eeuw. In het orgel zijn nog pijpen aanwezig die worden toegeschreven aan Jan van Covelens (ca.1470-ca.1530) in de octaaf 4' en de holfluit 8'. De Gemshoorn 2' is bijna even oud en wordt toegeschreven aan Hendrick Niehoff (Ca.1495-1560) die ook het orgel in de Westerkerk van Enkhuizen bouwde. Ook de fluit 4' is zeer oud, maar van een andere makelij, de maker er van kon nog niet worden achterhaald. In de archieven is gevonden dat het orgel in 1593 is uitgebreid met een rugpositief door Antonius Henricus.
In 1621 is er opnieuw aan het orgel gewerkt. Het jaartal is nog terug te vinden tussen de kleine vlakke velde in het hoofdwerk. Het werk werd door de gerenommeerde organisten Mr. Jan Pietersz en Mr. Philips uit Amsterdam en Haarlem gekeurd. Het is duidelijk dat met de eerste de beroemde Jan Pieterszoon Sweelinck wordt bedoeld. Het is zeer interessant dat Sweelinck dit orgel heeft bespeeld en dat er uit die tijd nog diverse registers zijn bewaard gebleven! Vreemd is wel dat Sweelinck nog geen maand nadat hij Enkhuizen had bezocht, op 21 oktober 1621 is overleden. Heeft het een en het ander iets met elkaar te maken...? Johannes Duyschot bracht in 1688 het nu nog bestaande vrije pedaal van drie registers aan.
Uit de 18e eeuw dateert de gordijn-beschildering op zeildoek achter het orgel, waarschijnlijk bedoeld om het orgel wat meer cachet te geven en ook de vleugelstukken links en rechts van het hoofdwerk, die de originele luiken vervingen, gemaakt door Pieter de Nicolo in 1737. In 1799 werkte de uit Hamburg afkomstige orgelbouwer Heinrich Hermann Freytag (1759-1811) aan het orgel. Hij verving het rugwerk door een groter- en verbreedde ook de onderkas van het hoofdwerk en maakte nieuwe klavieren. De Empire stijl contrasteert nogal met het veel oudere hoofdwerk. Uit deze tijd dateert ook de huidige toonhoogte van a = 450Hz
Bij deze gelegenheid werd het orgel wit geschilderd.
In 1990 restaureerde Flentrop opnieuw het orgel. Adviseur was nu Jan Jongepier. Het orgel werd uitgebreid onderzocht en gedocumenteerd. De situatie van 1799 werd als uitgangspunt genomen en de ontbrekende klankkroon (Mixtuur en Scherp van het hoofdwerk) werden hierbij gereconstrueerd. In 2023 vond er groot onderhoud plaats van het orgel. Al eerder had Flentrop Orgelbouw het groot octaaf van de Nasard 3' teruggevonden in de Doopsgezinde vermaning in Wormerveer en weer in het orgel in de Zuiderkerk van Enkhuizen geplaatst. De stemming (temperatuur) werd tijdens het groot onderhoud ook aangepast. Het is nu gestemd in Neidhardt 1729. 
Zo heeft de Zuiderkerk dus een orgel uit twee stijlperiodes: het hoofdwerk met een heldere 16e-/17e-eeuwse klankopbouw en een rugwerk met een veel galantere klank. 
Jan Spijker (organist van de Zuiderkerk sinds 1998) 

### Dispositie
| I Hoofdwerk C–d3 (vnl. 16e en 17e eeuw) |
| Prestant 8' (1799)                      |
| Hol-fluit 8'                            |
| Octaaf 4'                               |
| Fluit 4'                                |
| Octaaf 2' (1990)                        |
| Gemshoorn 2'                            |
| Mixtuur 3-4 st. (1990)                  |
| Scherp 3 st. (1990)                     |
|                                         |

| II Rugwerk C–d3 (1799 Freytag)          |
| Prestant 8′                             |
| Bordon 16′ discant                      |
| Fluit-does 8′                           |
| Octaaf 4′                               |
| Speel-fluit 4′                          |
| Nasard 3′ (Deels teruggevonden in 2023) |
| Octaaf 2′ (1990)                        |
| Woud-fluit 2'                           |
| Sexquialter 2-3 st.                     |
| Trompet 8' (tongen 1935)                |
|                                         |
| Tremulant                               |

| Pedaal CDE–c1                  |
| Bordon 16′ (16e en 17e eeuw)   |
| Prestant 8′ (1688)             |
| Trompet 8′ (1850, tongen 1935) |

Toonhoogte a'= ca. 450 Hz.
Temperatuur Neidhardt 1729
Werktuigelijke registers
- Pedaalkoppel - Rugwerk
- Schuifkoppel voor de Manualen
- 3 afsluitingen
- 4 spaanbalgen (in de toren)

## De toren

### De luidklokken
Op de luidklokkenzolder hangen twee klokken met de tonen C0 en A1. De grootste luidklok (C) is van Geert van Wou uit 1509 en heeft als tekst: SALVATOR IS MYN NAEM * MYN GHELUIT SY GODE BEQUAEM * GERHARDUS DE WOU ME FECIT ANNO DOMINI MCCCCCIX; Deze hangt pas sinds 1653 in de Zuidertoren en werd gegoten voor het klokhuis bij de Westerkerk. Deze klok is ook aangesloten op het carillon hoger in de toren. De kleine luidklok (A) is van Gebr. Hemony en heeft als opschrift: BENEDICAT TERRA DNM. LAUDET ET SUPEREXALTET EUM IN SAECULA F&P HEMONY ME FECIT Ao. 1648, (Nederlands: Zegenen moet de aarde de Heer, hem lofzingen en hogelijk verheffen tot in alle eeuwen. F&P Hemony maakten mij in het jaar 1648). Deze klok speelt niet mee in het carillon en diende voor 1936 als brandklok.

### Carillon
In de achtkant van de Zuidertoren bevindt zich een carillon bestaande uit 52 klokken van de gebroeders François en Pieter Hemony en vele andere gieters die na de eerste levering rond 1648 klokken vervingen en aanvulden. Het carillon is gestemd in de middentoonstemming wat gebruikelijk was in de 17e eeuw. De basis voor de middentoonstemming is de D die op het klavier als C is aangesloten. Het carillon transponeert dus een hele toon omhoog. Van de 54 aanwezige klokken in de Zuidertoren zijn er nog zo'n twintig van voor 1800.

#### Geschiedenis van het carillon

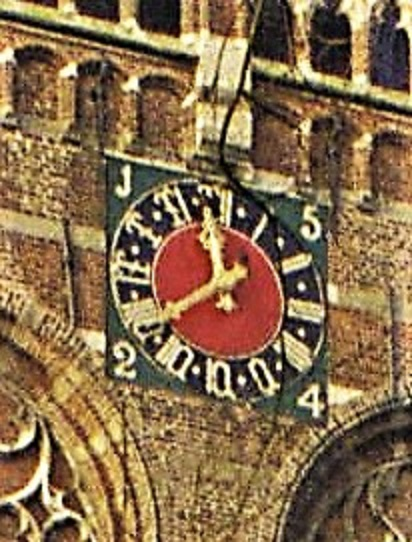
Wijzerplaat in Enkhuizen Zuidertoren Oostzijde

In 1524 werden de eerste speelklokken in de vensters van de achtkant opgehangen.

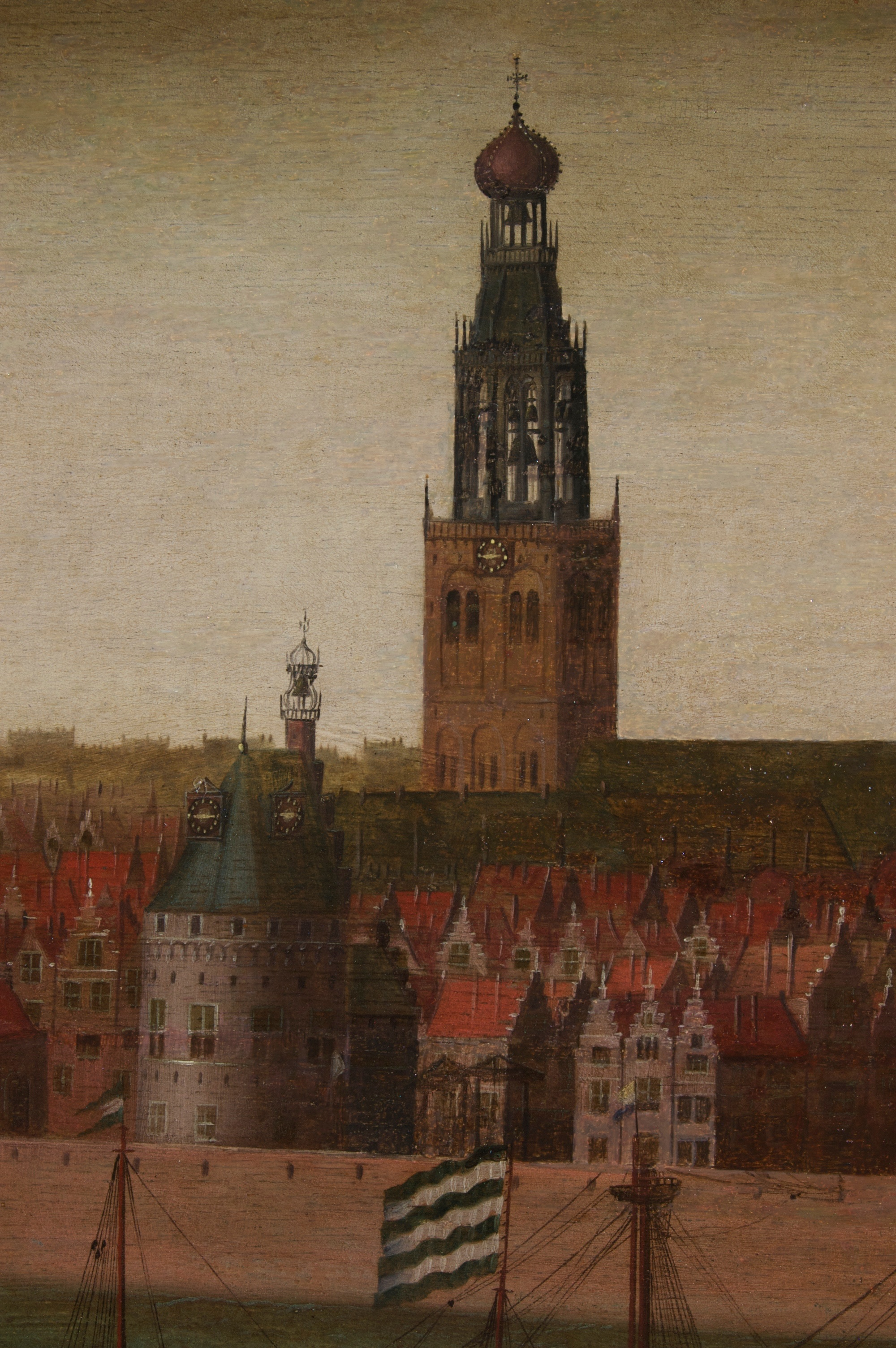
Fragment van het schilderij Vlootschouw 29 juli 1614 op de rede van Enkhuizen. De Zuider- of Sint-Pancrastoren met de voorslag van Geert van Wou uit 1523 in de vensters. En de grote "Ick Jesus" klok in het midden. Op de voorgrond zien we de Engelse toren op de hoek van de Bocht met een uurwerk. Eigendom Gemeente Enkhuizen Gerestaureerd door Ronald de Jager.

Het was in die tijd gebruikelijk om met tien tot vijftien klokken de uurslag automatisch door middel van een speeltrommel(tje) aan te kondigen met de wekkering of voorslag die later meestal na uitbreiding van het klokken bestand, vaak ook handmatig met een klavier werd bespeeld tijdens feesten en op de markt. Deze klokken werden op toon gegoten omdat het perfect stemmen van klokken nog niet was uitgevonden. Van de voorslag van de Zuidertoren, gegoten door Geert van Wou bestaan nog enkele klokken. In het carillon van de Drommedaris zijn er twee aanwezig. De Ontmoetingskerk in de klopperstraat heeft een van de grootste die voorheen heel uur slagklok in de Drommedaris was en nu als luidklok gebruikt wordt. Al eerder was deze klok ook als luidklok van de Westerkerk in gebruik geweest toen in 1653 de te grote van Wou klok uit het klokhuis naar de Zuidertoren werd verhuisd. In 1659 werd de van Wou voorslag met deze klok in de koepel van de Drommedaris gehangen. Verder weten sinds kort dat er een als luidklok in Duitsland hangt in de kloosterkerk van de Abdij van Gerleve. De Gebr. Hemony waren de eersten die op advies van jonkheer Jacob van Eyck klokken zuiver konden stemmen. Het Hemony-carillon voor de Zuidertoren was rond 1648 een van de eerste die de Gebroeders Hemony in Zutphen maakten. In de loop der tijden werd het carillon uitgebreid door onder andere Pieter Hemony. Onbruikbare klokken werden later vervangen door Claude Fremy, A.J. van den Gheyn en Claes Noorden & Jan Albert de Grave. Ook de Enkhuizer klokkengieterij verving een aantal klokken maar die konden de kwaliteit van de Hemony producten niet evenaren zodat ze later weer vervangen werden. Zo'n klok van Johan Christiaan Borchhard is verkocht aan de Nederduits Gereformeerde kerk in Polokwane-Pietersburg (Transvaal). Dit gebeurde toen het carillon in 1936 door klokkengieter A.H. van Bergen uit Heiligerlee werd omgebouwd naar het voorbeeld in de toren van de Sint-Romboutskathedraal in Mechelen. Bij deze ombouw moest de grote bourdon (dat is de grootste klok in de toren) van Geert van Wou uit 1523 uit de toren genomen worden omdat deze een gevaar vormde omlaag te vallen. Ze werd jammerlijk aan stukken geslagen. De klok had als opschrift: ICK JESUS WAARACHTIG - SEG U HEEREN MACHTICH - GHI SULT BLIVEN EENDRACHTIG - ENDE FOLGET DE REDEN - DOE DIE DAT - SOE SAL U STAT - WEL STAEN IN VREDEN - GERHARDUS DE WOU ME FECIT MCCCCCXXIII', deed ook dienst als brandklok. Adviseur bij deze restauratie was de visueel gehandicapte organist/beiaardier Willem Creman uit Zwolle, deze had gestudeerd bij Jef Denyn in Mechelen. De speelklokken kwamen hierbij in rijen te hangen en de verbinding tussen klavier en klepels werd overgebracht door een tuimelaarsysteem. Voordien werden de klokken met een broeksysteem bespeeld. In 1971 werd de verroeste installatie opnieuw opgehangen door Klokkengieterij Petit & Fritsen en in 1992 werd tijdens de grote torenrestauratie onder advies van beiaardier Jaap van der Ende teruggekeerd naar de oorspronkelijke opstelling waarbij nu het klavierhuisje in de achtkant van de toren werd gebouwd en de klepels door gerichte tuimelaars met het klavier werden verbonden. Ook werd hierbij de in 1936 verloren gegane bourdon, als uurslag klok met toon A0 hersteld. In december 2013 werden de laatste verbeteringen uitgevoerd aan het handspel van het carillon. Zo werd onder andere een nieuw klavier geplaatst. De stadsbeiaardier in dienst van de Gemeente Enkhuizen bespeelt de klokken wekelijks op woensdagmorgen en vrijdag middag/avond. Op dinsdagavond in de zomermaanden spelen gastbeiaardiers op uitnodiging van de Enkhuizer Klokkenspel Vereniging in samenwerking met de stadsbeiaardier en de gemeente Enkhuizen.
Voor aankondiging van de half- en heel uur slag is lager in de toren de uurwerkkamer met daarin nog aanwezig de slagwerken en het uurwerk met een speeltrommel uit de 16e/17e eeuw, waarvan alleen de speeltrommel nog gebruikt wordt. De maker is onbekend. De trommel wordt tegenwoordig tweemaal per jaar van nieuwe melodieën voorzien door de stadsbeiaardier in dienst van de gemeente Enkhuizen en is dag en nacht in werking. Naast een langere melodie op heel en half speelt de trommel op de kwartieren een kort motief wat soms een combinatie is met het carillon van de Drommedaris. De speeltrommel werd in 1909 verbouwd van een vast noten systeem naar schuifnoten Tot 1936 functioneerden de oude uur- en slagwerken op gewichten maar sinds dat jaar wordt de aandrijving van de speeltrommel door een elektramotor gedaan. Er kwam in 1936 een synchroon elektrisch uurwerk met slagwerken van Addicks uit Amsterdam en sinds 1992 wordt het uur- en slagwerk door een moderne computer gedaan. Sinds 1936 kwam er ook een minutenwijzer op de wijzerplaten. De cijfers op deze wijzerplaten zijn afwijkend van wat standaard gebruikt wordt. De 5 wordt als Q aangegeven. (van Quint) Het oude uurwerk moest dagelijks door de stadsklokkenstelder worden opgewonden. Dit was dagelijks een zware taak vertelde de laatste man in functie de heer Somberg. Er moesten in de Zuidertoren vijf gewichten worden opgedraaid van de uur- en slagwerken. Het zwaarste loden gewicht van de speeltrommel woog wel 600 kg. Het lood van dit gewicht werd in de Tweede Wereldoorlog verstopt onder de vloer in de toren en na de oorlog uitgewalst en gebruikt om het bladlood op het dak van de Koepoort te herstellen. De klokken werden niet gevorderd in die oorlog, wel verdwenen de bronzen lagerblokken uit het torenuurwerk, wat toch buiten werking was. Naast het grote uurwerk stond/staat een kleiner uurwerkje wat de signalen gaf aan het grotere werk. Het werd enige jaren geleden hersteld door de stichting uit Beverwijk, maar uur- en slagwerken worden niet meer gebruikt.